# Distrito de Huancas

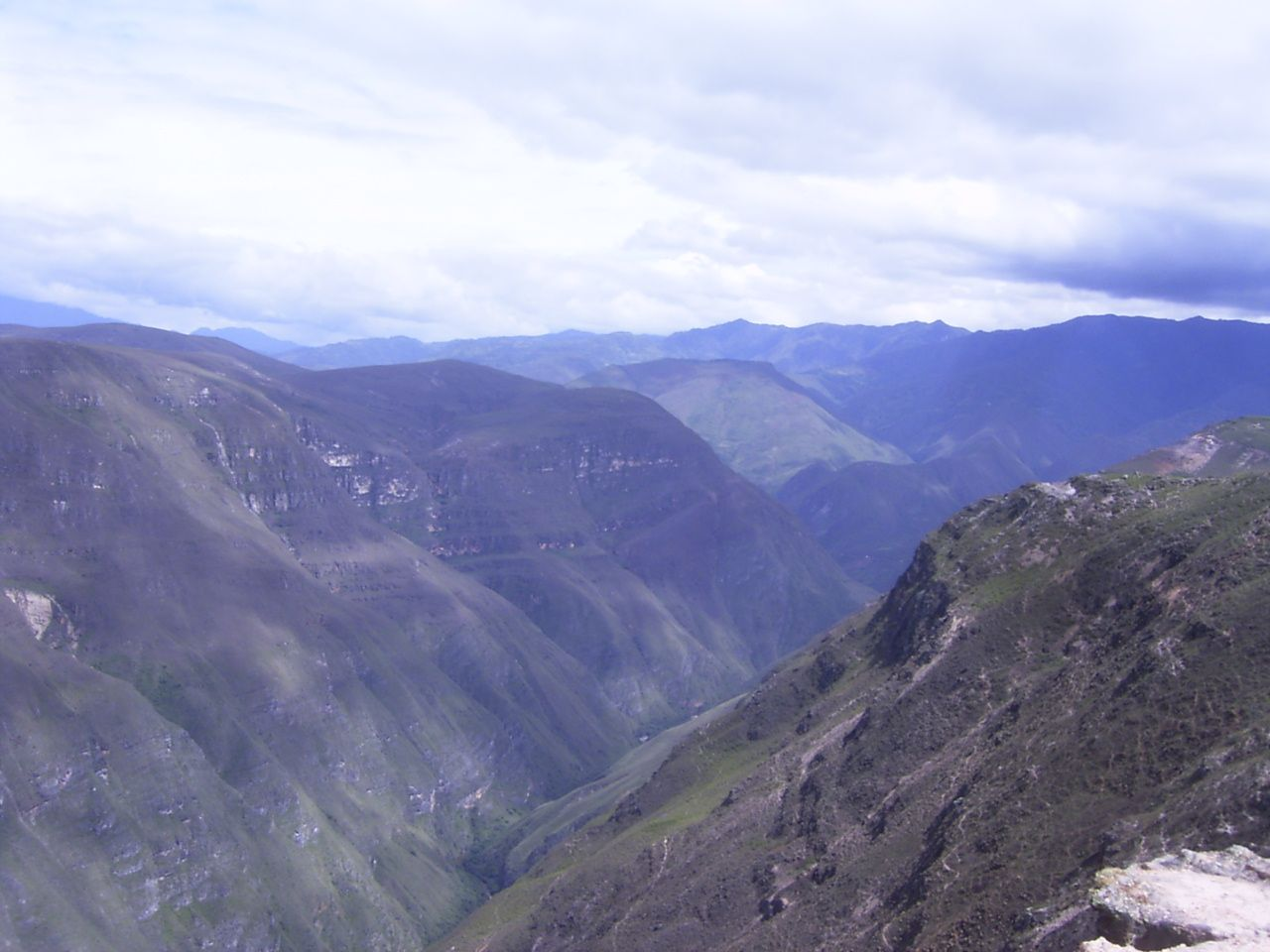
El Río Sonche cerca de Huancas.

El distrito de Huancas es uno de los veintiún distritos de la Provincia de Chachapoyas, ubicada en el Departamento de Amazonas, en el norte del Perú. Limita por el norte con la provincia de Bongará; por el este con el distrito de Sonche; por el sur con el distrito de Chachapoyas y; por el oeste con la provincia de Luya.

## Historia
El distrito fue creado el 5 de febrero de 1861 mediante una ley sin número, en el gobierno del Presidente Ramón Castilla.

## Geografía
Abarca una superficie de y tiene una población estimada mayor a 1,300 habitantes. Su capital es el centro poblado de Huancas.
Huancas está ubicado en donde la montaña alta baja hacia el Río Sonche. La localidad tiene varios lugares de interés turístico como los miradores de Huancas, los talleres de ollas de barro y una artesanía variada. Huancas pertenece a la parroquia de Chachapoyas que es atendido por dos Sacerdotes de la Diócesis de Chachapoyas.

### Pueblos y caseríos del distrito de Huancas
| - Huancas - Yunga - La Hoya - Pacchapampa | - La Pitaya - Cacapunta - Maray Pampa |

Los pueblos y caseríos del distrito de Huancas están ubicados en la montaña, los valles bajan hacia el río Sonche.

## Autoridades

### Municipales
- 2023 - 2026[1]
  - Alcalde: Zosimo Melendez Castillo, de Alianza para el Progreso.

### Religiosas
Antonio Aransai Lorena

## Festividades
El patrón del pueblo es el Señor de los Milagros, por lo que se celebran las fiestas patronales el 18 de octubre.
Como comidas típicas se conoce el Chochoca con pellejo de chancho y el cuy con papas entre otros.